# Calkinsia
Calkinsia är ett protistsläkte med endast en art. Den lever i syrefattiga miljöer på havsbottnen. Släktet tillhör inte någon av de tre välkända klasserna i Euglenozoa (Kinetoplastida, Euglenoidea eller Diplonemea), utan har placerats i en egen klass Symbiontida. Till Symbiontida har även det år 2010 beskrivna släktet Bihospites förts. Vissa författare har sammanfört Calkinsia med Postgaardi, men Postgaardi är inte tillräckligt väl studerad för att testa denna hypotes.

## Arter
Den enda taxonomiskt giltiga arten är C. aureus.